# Little Pine River
Little Pine River är ett vattendrag i Australien. Det ligger i delstaten Tasmanien, i den sydöstra delen av landet, omkring 110 kilometer nordväst om delstatshuvudstaden Hobart. Little Pine River ligger vid sjön Pine Tier Lagoon.
I omgivningarna runt Little Pine River växer i huvudsak städsegrön lövskog. Trakten runt Little Pine River är nära nog obefolkad, med mindre än två invånare per kvadratkilometer. Genomsnittlig årsnederbörd är 1 078 millimeter. Den regnigaste månaden är september, med i genomsnitt 130 mm nederbörd, och den torraste är februari, med 46 mm nederbörd.